# Château de Bovelles
Le château de Bovelles est une propriété privée située sur le territoire de la commune de Bovelles, dans le département de la Somme à l'ouest d'Amiens.

## Historique
Jean-Baptiste Vaquette de Gribeauval, premier inspecteur de l'artillerie, acquit la seigneurie de Bovelles, en 1769 ; c'est lui qui fit construire le château actuel qui remplaça un manoir préexistant.
Le château est protégé partiellement au titre des monuments historiques, inscription par arrêté du 28 août 1989.

## Caractéristiques
Le château construit en brique et pierre sur un soubassement en grès présente un corps de logis avec une sobre façade et deux ailes en légère saillie. Les bâtiments de services servait à loger les cavalier qui composaient  la garde du général. 
La disposition des pièces se fait au rez-de-chaussée autour d'un salon central avec à sa gauche un appartement et à droite une chambre. Dans l'aile sud, se trouvent deux appartement et dans l'aile nord, côté jardin, se trouvent la salle à manger et l'office. Côté cour, l'escalier d'honneur à quatre volée donne accès aux appartement du premier étage avec antichambre, chambre et alcôve. Les caves sont voûtées de briques boutisses. 

## Le parc
Deux allées du jardin à l'anglaise mène au parc qui s'organise autour d'un rond-point central d'où partent dix allées.